# Yuyushiki
Yuyushiki (jap. ゆゆ式) – czteropanelowa manga autorstwa Komaty Mikamiego, publikowana na łamach magazynu „Manga Time Kirara” wydawnictwa Hōbunsha od kwietnia 2008. Na podstawie mangi studio Kinema Citrus wyprodukowało serial anime, który emitowany był od kwietnia do czerwca 2013. Nazwa serii pochodzi od terminu „yuyushiki jitai” (jap. 由々しき事態, dosł. „w poważnej sytuacji”).

## Fabuła
Seria opowiada o codziennym życiu trzech licealistek: inteligentnej, ale dziecinnej Yuzuko, uprzejmej, ale nadętej Yukari oraz dojrzałej i łatwo wpadającej w irytację Yui, które należą do szkolnego Klubu Przetwarzania Danych (jap. 情報処理部 Jōhōshori-bu). Dziewczęta spędzają całe dnie na bezsensownych dyskusjach, ale od czasu do czasu w swoim pokoju klubowym wymyślają tematy do badań.

## Bohaterowie
- Yuzuko Nonohara (jap. 野々原 ゆずこ Nonohara Yuzuko)

Seiyū: Rumi Ōkubo 
Pierwsza członkini Klubu Przetwarzania Danych. Jej charakter jest zazwyczaj niewinny, ale czasami wpada w szał. Pomimo jej głupkowatego usposobienia i szalonych pomysłów, jest dość inteligentna, jeśli chodzi o naukę.
- Yukari Hinata (jap. 日向 縁 Hinata Yukari)

Seiyū: Risa Taneda 
Druga członkini Klubu Przetwarzania Danych. Na ogół lekkoduszna dziewczyna, która często naśladuje wybryki Yuzuko, jeśli uzna je za zabawne. Pochodzi z bogatej rodziny i przyjaźniła się z Yui w szkole podstawowej.
- Yui Ichii (jap. 櫟井 唯 Ichii Yui)

Seiyū: Minami Tsuda 
Trzecia członkini Klubu Przetwarzania Danych. Na ogół poważna dziewczyna, która często służy za poważnego człowieka w stosunku do wybryków Yuzuko i Yukari, które często lubią się z nią droczyć.
- Yoriko Matsumoto (jap. 松本 頼子 Matsumoto Yoriko)

Seiyū: Yui Horie 
Wychowawczyni klasy i doradczyni Klubu Przetwarzania Danych. Uczniowie często nazywają ją „mamą” (jap. お母さん okā-san) ze względu na jej ogólnie życzliwą naturę.
- Chiho Aikawa (jap. 相川 千穂 Aikawa Chiho)

Seiyū: Ai Kayano 
Koleżanka i przewodnicząca klasy dziewcząt. Jest cichą dziewczyną, która bardzo podziwia Yui i chce się z nią zaprzyjaźnić, ale zazwyczaj jest onieśmielona wybrykami Yuzuko i Yukari.
- Kei Okano (jap. 岡野 佳 Okano Kei)

Seiyū: Megumi Han 
Koleżanka z klasy dziewcząt i przyjaciółka Chiho, którą darzy sympatią. Często jest niemiła wobec Yui za to, że rzekomo odebrała jej Chiho.
- Fumi Hasegawa (jap. 長谷川 ふみ Hasegawa Fumi)

Seiyū: Mana Shimizu 
Koleżanka z klasy dziewcząt oraz przyjaciółka Chiho i Kei. Wie, że Kei darzy Chiho sympatią i często dokucza jej z tego powodu.

## Manga
Pierwszy rozdział mangi ukazał się na łamach magazynu „Manga Time Kirara” w kwietniu 2008. Następnie wydawnictwo Hōbunsha rozpoczęło zbieranie rozdziałów do wydań w formacie tankōbon, których pierwszy tom ukazał się 26 marca 2009. Według stanu na 25 lipca 2024, do tej pory wydano 14 tomów.
| Nr | Data wydania (język japoński) | ISBN (język japoński)  |
| -- | ----------------------------- | ---------------------- |
| 1  | 26 marca 2009                 | ISBN 978-4-8322-7794-6 |
| 2  | 27 lutego 2010                | ISBN 978-4-8322-7892-9 |
| 3  | 26 marca 2011                 | ISBN 978-4-8322-4006-3 |
| 4  | 27 marca 2012                 | ISBN 978-4-8322-4126-8 |
| 5  | 26 kwietnia 2013              | ISBN 978-4-8322-4287-6 |
| 6  | 27 maja 2014                  | ISBN 978-4-8322-4442-9 |
| 7  | 27 maja 2015                  | ISBN 978-4-8322-4570-9 |
| 8  | 27 czerwca 2016               | ISBN 978-4-8322-4708-6 |
| 9  | 26 sierpnia 2017              | ISBN 978-4-8322-4865-6 |
| 10 | 25 stycznia 2019              | ISBN 978-4-8322-7061-9 |
| 11 | 27 sierpnia 2020              | ISBN 978-4-8322-7208-8 |
| 12 | 26 listopada 2021             | ISBN 978-4-8322-7321-4 |
| 13 | 27 marca 2023                 | ISBN 978-4-8322-7446-4 |
| 14 | 25 lipca 2024                 | ISBN 978-4-8322-9561-2 |

## Anime
Adaptacja w formie telewizyjnego serialu anime została wyprodukowana przez studio Kinema Citrus i wyreżyserowana przez Kaori. Kompozycją serii zajęła się Natsuko Takahashi, a postacie zaprojektował Hisayuki Tabata. Serial był emitowany od 9 kwietnia do 26 czerwca 2013, a także transmitowany za pośrednictwem serwisu Crunchyroll. Motywem przewodnim jest „Sēno!” (jap. せーのっ!) w wykonaniu Rumi Ōkubo, Risy Tanedy i Minami Tsudy, natomiast motywem kończącym jest „Affection” autorstwa Mayumi Morinagi. Licencję na dystrybucję serii w Ameryce Północnej nabyło Sentai Filmworks, które wydało ją na DVD z napisami 1 lipca 2014. Odcinek OVA został wydany w Japonii 22 lutego 2017. Motywy otwierające i kończące to odpowiednio „Kirameki! no hi” (jap. きらめきっ！の日) i „Aozora no tsukurikata” (jap. 青空のつくりかた), oba wykonywane przez Ōkubo, Tsudę i Tanedę.

## Gra komputerowa
Postacie z serii pojawiają się wraz z innymi bohaterami czasopisma „Manga Time Kirara” w mobilnej grze RPG Kirara Fantasia z 2017 roku.